# جاي إروين ميلر
جاي إروين ميلر (بالإنجليزية: J. Irwin Miller)‏ هو شخصية أعمال أمريكي، ولد في 26 مايو 1909 في كولومبوس في الولايات المتحدة، وتوفي في 19 أغسطس 2004.

## وصلات خارجية
- جاي إروين ميلر على موقع إن إن دي بي (الإنجليزية)